# Port Jefferson
Port Jefferson – wieś w Stanach Zjednoczonych, w stanie Ohio, w hrabstwie Shelby.